# Tudigong

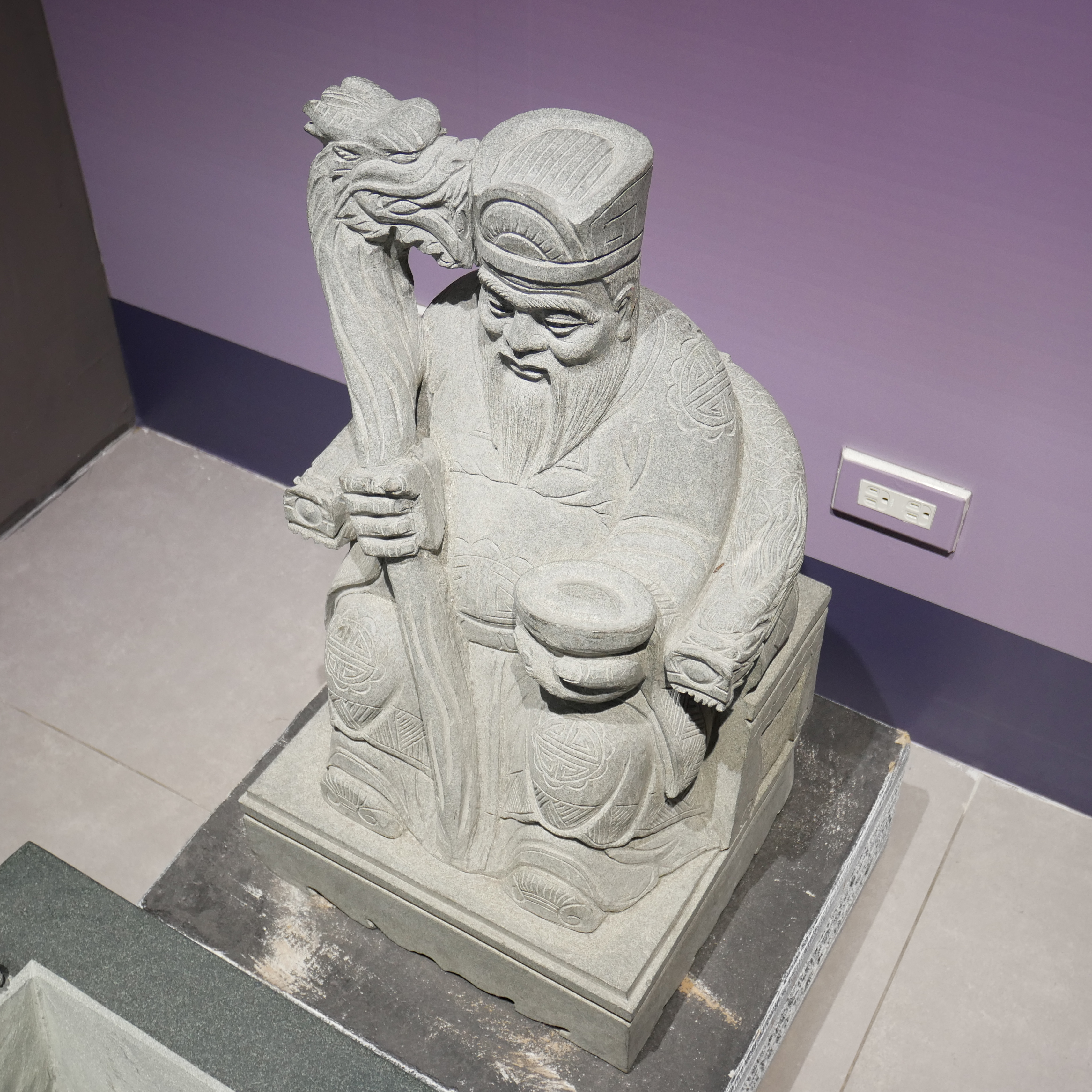
Tudigong-Statue, Taoyuan

Tudigong oder Tu Di Gong (chinesisch 土地公, Pinyin Tǔdì gōng), gehört zur Gruppe der Tudishen (土地神,  Tǔdì shén – „Erdgottheit“), ist eine Gottheit aus dem chinesischen Volksglauben. Er gilt als lokale „Erdgottheit“ und wird als Beschützer einer Örtlichkeit und der dort lebenden Menschen verehrt.

## Benennungen
Für Tudigong gibt es verschiedene Benennungen:
- Fude Zhengshen (福德正神,  Fúdé Zhèngshén, kurz 福神 Fú Shén, „Hauptgottheit des Glücks und der Tugend“ – eine formelle Ansprache)
- Tuzhigong (土治公, „das Land verwaltende Gottheit“)
- Sheshen (社神, „lokaler Erdgottheit“)[Anm. 3][7][8][9][10]
- Shegong (社公, „lokaler Erdgottheit“)

(und andere mehr)

Neben den mehr formellen Titulierungen und Ansprachen sind auch vertraulichere, wie 爷爷,  Yéyé – „Großvater; Größväterchen“ oder 大伯公,  Dà bógōng – „Großer älterer Herr; Großonkel; Großonkelchen“ gebräuchlich.
Manchmal wird Tudigong einer Frau – Tudipo (土地婆) – zur Seite gestellt.

## Chinesischer Volksglaube
Im traditionellen chinesischen Volksglauben ist die Welt von einer Vielzahl von Gottheiten und Geistern angefüllt. Diese spirituellen Kräfte können dem Menschen gewogen sein oder ihm Schaden zufügen. Der Mensch ist jedoch nicht hilflos den Göttern und Geistern ausgeliefert, sondern kann diese beeinflussen, indem er sich mit ihnen verständigt und durch magische Praktiken und rituelle Handlungen die ihm feindlich gesinnten Kräfte neutralisiert.
In der chinesischen Götterwelt herrscht trotz der Fülle der spirituellen Kräfte kein Chaos, sondern eine relativ strenge hierarchische Ordnung. Es gibt niedere und höhere Gottheiten. Die Einflüsse der niederen Gottheiten können durch die der höheren aufgehoben werden.

## Verehrung
Tudigong ist ein den Menschen wohlgesinnter Gott. Er wird häufig als freundlich lächelnder älterer Mann mit weißem Bart dargestellt. Er ist meist in ein prachtvolles Gewand aus Rot und Gelb gekleidet und trägt eine gleichermaßen prachtvolle Kopfbedeckung. Die Farbe Gelb kennzeichnet ihn gewissermaßen als höheren Beamten in der Götterwelt. Tudigong und Cai Shen, der Gott des Reichtums, werden oft in ein und dieselben Personifikation verehrt. In stehender Position hält Tudigong häufig einen langen Stab oder eine Art Zepter und in der anderen Hand ein Goldstück, als Symbol für Reichtum und Glück.
Auf westliche Betrachter wirkt er wie eine Bischofsfigur, eine Art Weihnachtsmann. Der Schrein oder Altar für Tudigong wird meistens an einer im Sinne des Feng Shui besonders günstigen Stelle platziert. Dies können ganz verschiedene Orte sein – irgendwo im Haus, aber auch ausgewählte Plätze in freier Natur.
Seine Position in der Götterhierarchie ist eine niedrige. Er ist buchstäblich ein „erdnaher“ Gott, nahe an den Menschen und entfernt vom Götterhimmel. Tudigong ist kein „Gott der Erde“ und nicht zu vergleichen mit der Erdmutter Gaia, sondern eine Gottheit einer lokalen Örtlichkeit, also der Genius loci. Er ist dem jeweiligen Schutzgott einer Stadt (Chenghuang, 城隍 – „Stadtgott“) untergeordnet. Wenn Personen den Wohnort wechseln, verabschieden sie sich von dem örtlichen Tudigong und beginnen den Tudigong ihres neuen Wohnortes zu verehren. Tudigong ist daher eher ein Rang und Titel, als ein einziger Gott.
Festivitäten zu Ehren der Gottheit heißen zuoya (做牙, formal bekannt als yaji 牙祭 – „ya-Opferfest“) und finden traditionell monatlich am 2. Tag und 16. Tag im chinesischen Lunisolarkalenders statt, beginnend am 2. Tag des 2. Monats (头牙,  tóuyá) und enden am 16. Tag des 12. Monats (als weiya, 尾牙) und soll nicht verwechselt werden mit den monatlichen Ehrungen der Gottheiten zum 1. und 15. im chinesischen Lunisolarkalenders. Heute finden die Festivitäten zu Ehren der Gottheit meist vereinfacht typischerweise am 2. Tag des 2. Monats, am den 15. Tag des 8. Monats (oft gemeinsam zum Mittherbstfest aka Mondfest) und am 16. zum 12. Monat am Ende des chinesischen Lunisolarkalenders statt. Die Festlichkeit am Ende des chinesischen Jahres am 16. des 12. Monat im chinesischen Kalender ist als weiya bekannt und wird heute mehr Wert beigemessen. Die Tradition der weiya-Festlichkeit findet heute vereinzelt noch in Hongkong, Macau und in Taiwan statt. In Taiwan ist diese weiya-Tradition bis heute noch sehr lebendig.
Nach der Machtübernahme der Kommunisten in China gerieten die Verehrung Tudigongs und ganz allgemein die alten chinesischen Gebräuche in Misskredit. Viele Tempel und Schreine wurden insbesondere während der Kulturrevolution zerstört. Nach dem Tod Mao Zedongs wurden viele wieder aufgebaut. Die Verehrung Tudigongs ist insbesondere in Südchina, wo traditionell engere Beziehungen zu den chinesischen Gemeinschaften in Taiwan, Singapur, Hongkong etc. bestanden, immer noch verbreitet. Auch in Taiwan wird er vielfach geehrt.

## Galerie

Lokaler Erdgott – Schutzgottheit eines Erdgrunds und Örtlichkeit – Altare
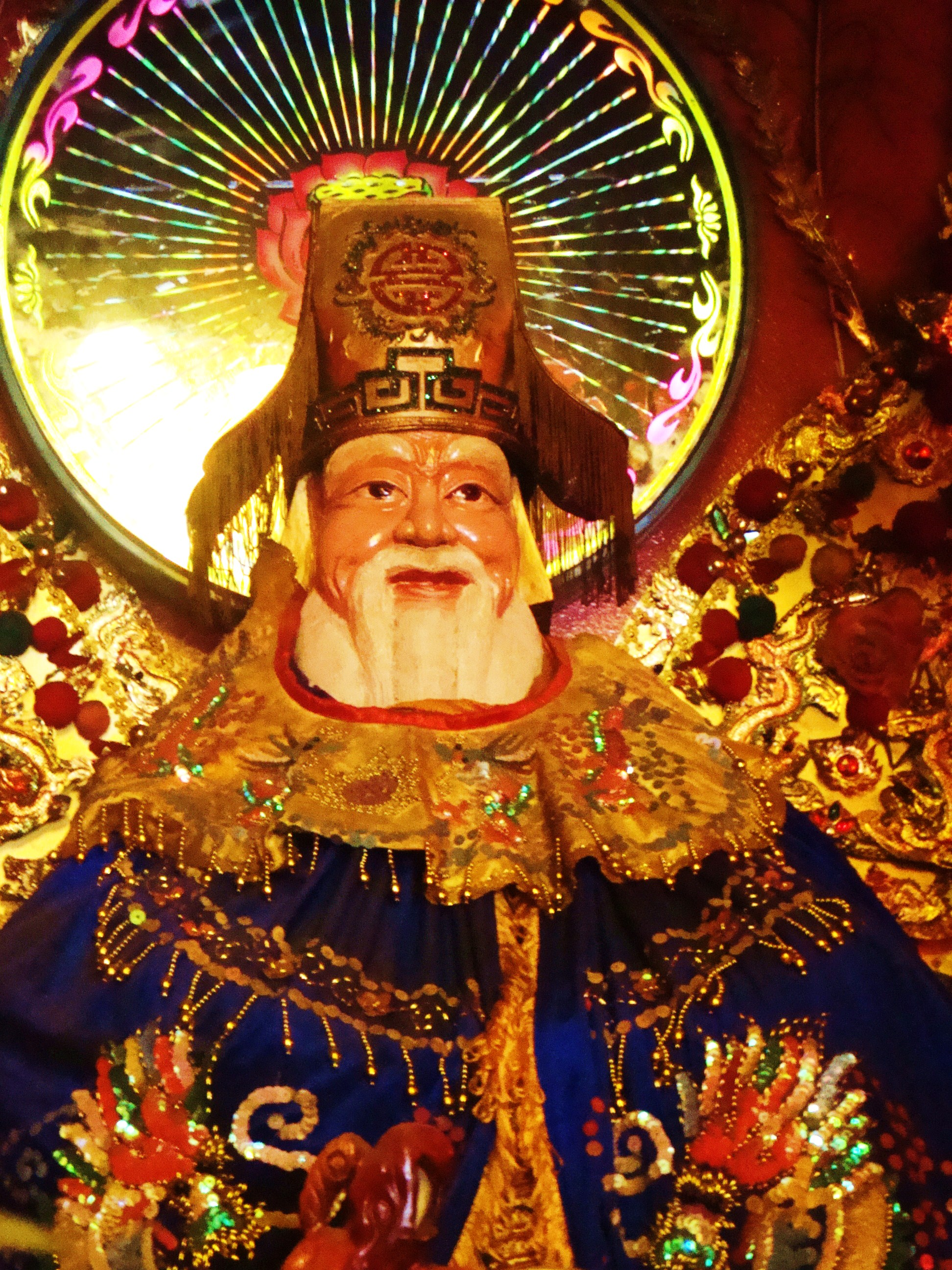
Erdgott 土地公 Tǔdìgōng
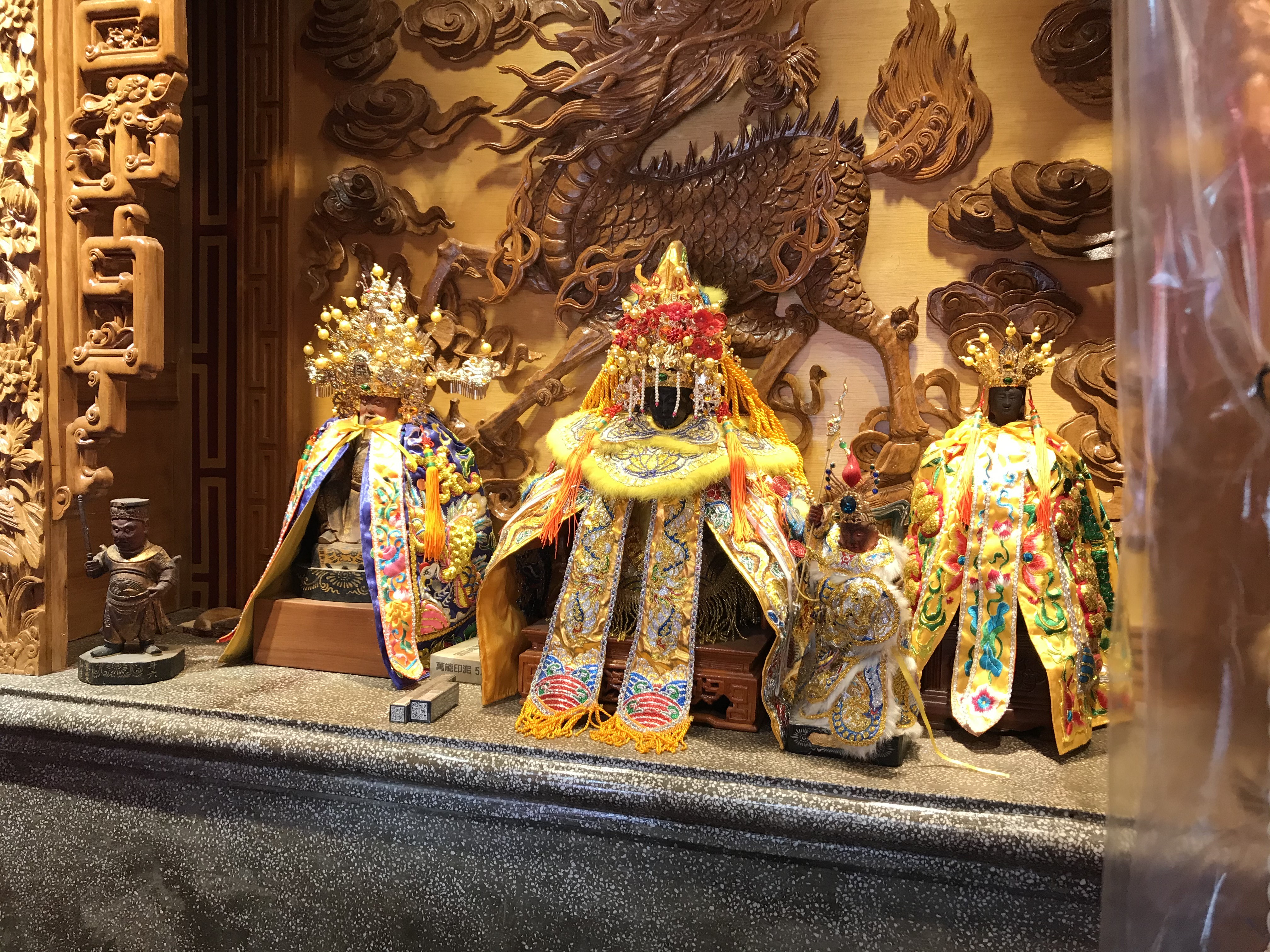
Erdgöttin 土地婆 Tǔdìpo
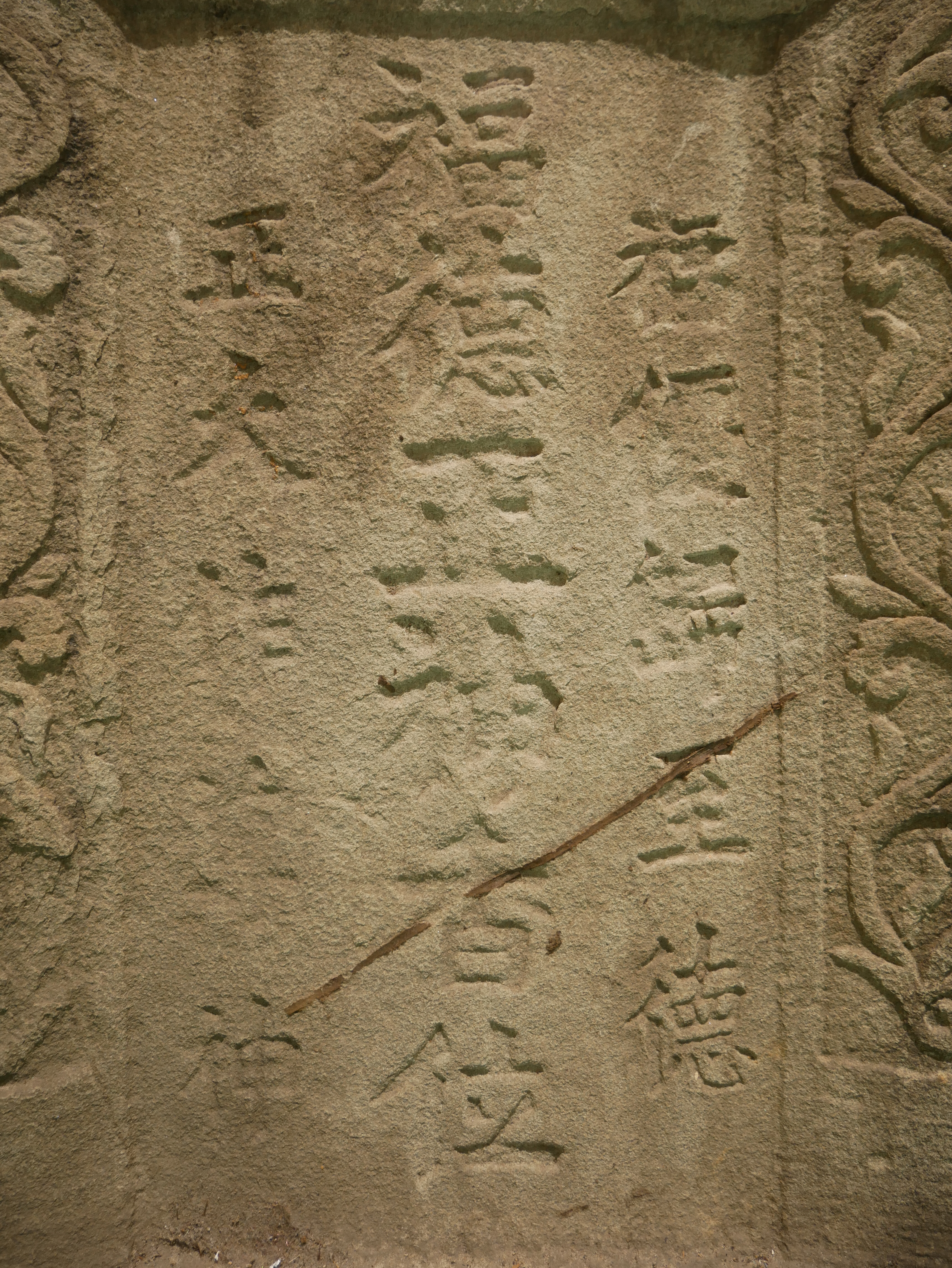
Inschrift 福德正神 Fúdé Zhèngshén
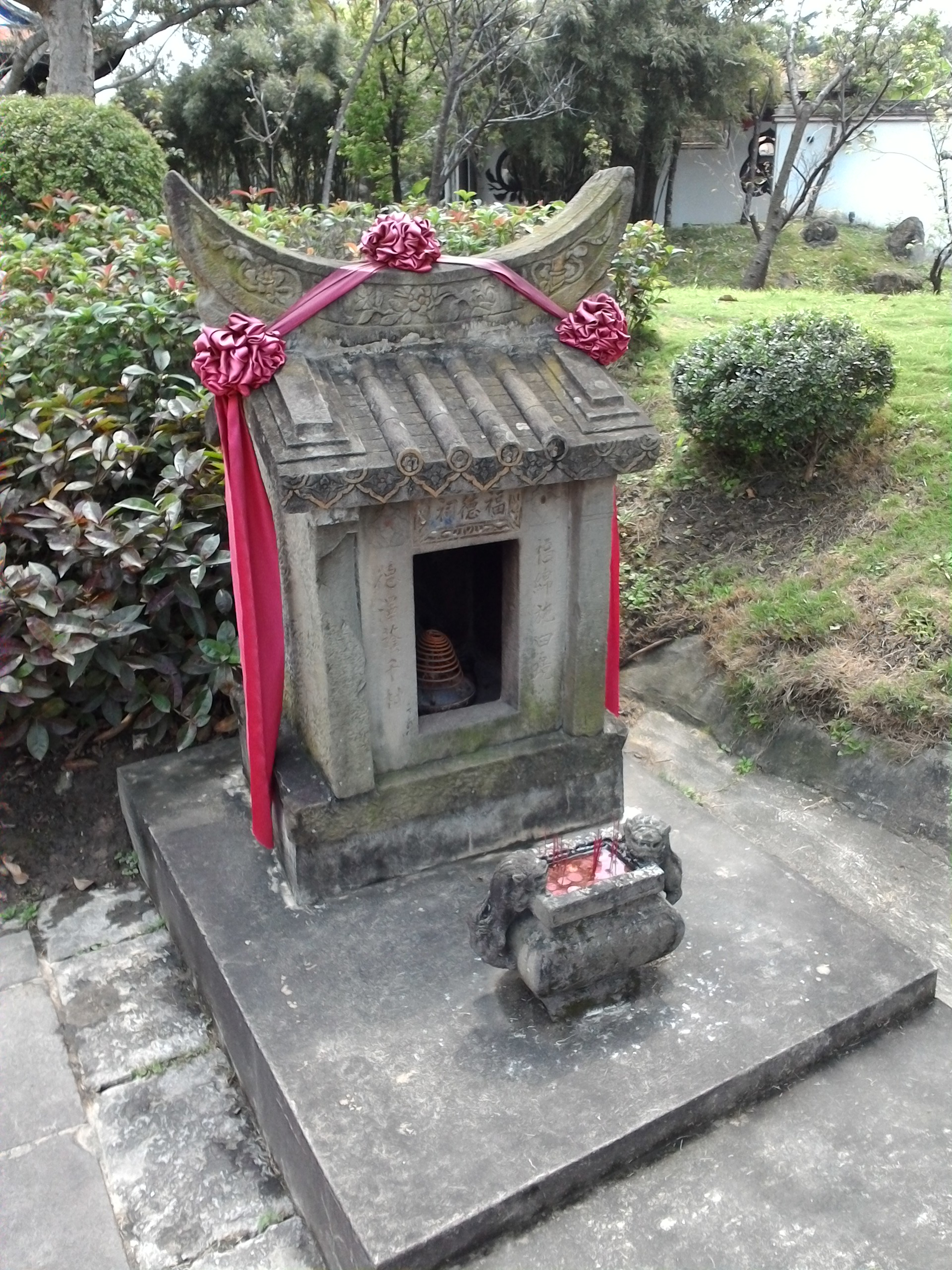
Kleiner Schrein, Indonesien
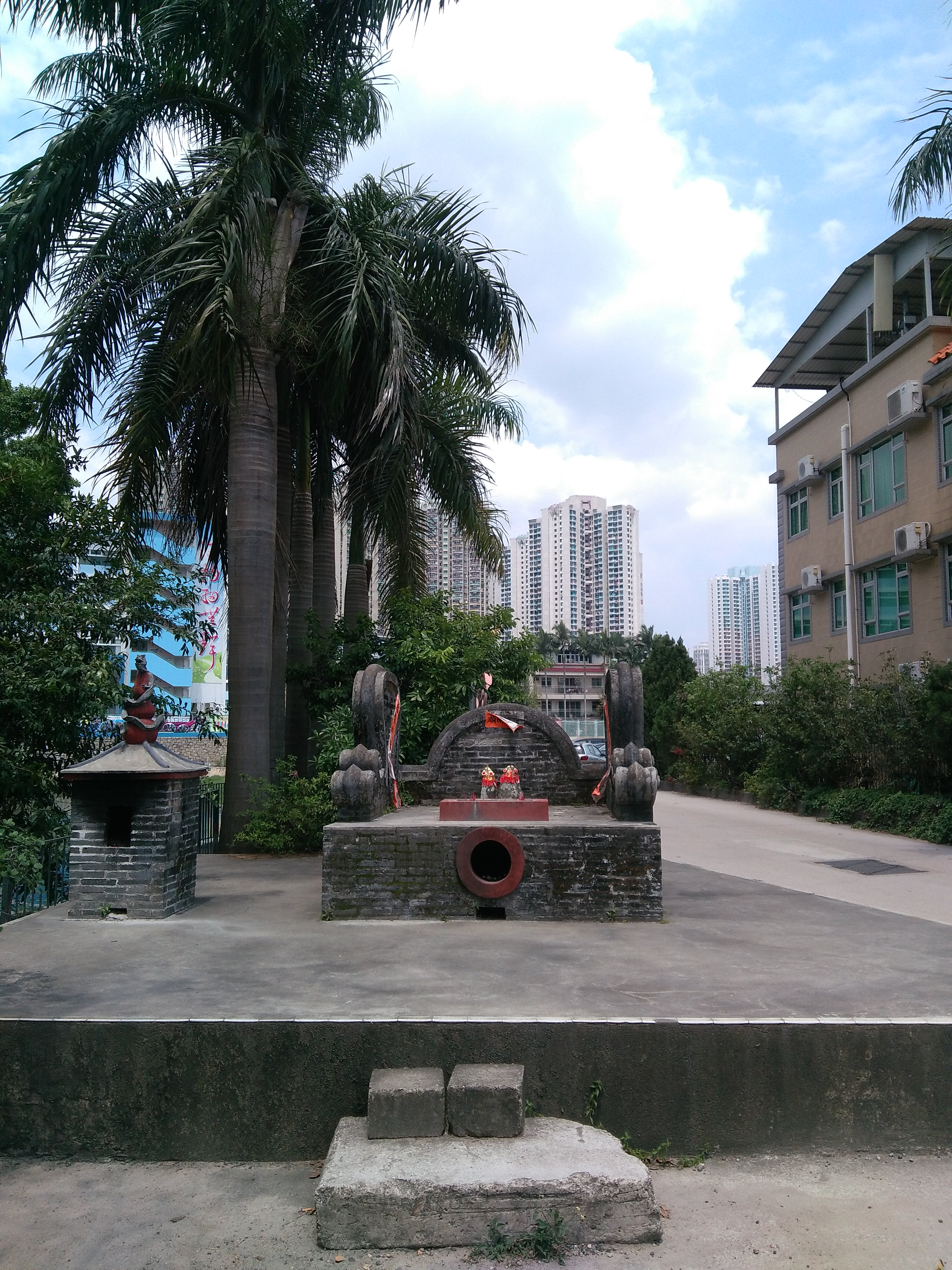
Außenaltar, Ping Shan 屏山